# شعب كينغمان المرجانية
شعب كينغمان المرجانية (بالإنجليزية: Kingman Reef)‏ هي مجموعة شعاب مرجانية تحت البحر و تقع في جزر الخط تابعة للولايات المتحدة الأمريكية، المنطقة غير مأهولة بالسكان وتتم زيارتها من قبل بعض معاهد الأبحاث الأمريكية.

## الوضع السياسي
شعب كينغمان المرجانية لديها صفة أراضي تابعة للولايات المتحدة، وتدار من واشنطن، من قبل وزارة الداخلية. يتم إغلاق جزيرة مرجانية للجمهور لأغراض إحصائية، يتم تجميع كينجمان ريف كجزء من الولايات المتحدة البعيدة الصغيرة جزر. في يناير 2009، تم تعيين كينجمان ريف نصب تذكاري وطني البحرية.
يوجد بها حوالي 20 نوع من الشعاب المرجانية مهددة بالانقراض مثل: ماريا السرب وكرين السرب الرجوع إلى هذه الجزر المرجانية، التي كانت آنذاك كانت غارقة تماماً في المد العالي.